# Wagnis (Psychologie)
Wagen ist ein psychologisches Phänomen. Als Wissenschaft von der Psyche des Menschen befasst sich die Differenzielle Psychologie speziell mit den mentalen, emotionalen und volitiven Voraussetzungen der Wagnisfähigkeit, der Wagnisbereitschaft, des Wagnisverhaltens und den Auswirkungen auf die Persönlichkeitsstruktur des Einzelnen. Es geht um die meist unbewusst ablaufenden Entscheidungsprozesse bei gefahrvollen Handlungen oder in bedrohlichen Situationen und die hierbei sichtbar werdenden Antriebs- bzw. Abwehrkräfte, konkret um spezifische Persönlichkeitsmerkmale, kognitive Potenziale, Motive, Triebe, Willensstrukturen, die bedeutsame Folgen für Lebensläufe, Lebensqualität und Lebenserfolg wagender bzw. nicht wagender Menschen haben.
Ihre Erkenntnisse münden in praktische Anwendungsbereiche wie das Wagnistraining (etwa für Jungunternehmer, militärische oder polizeiliche Spezialeinheiten, Personenschützer) oder die Wagniserziehung (in der Kinder- und Jugendbildung). Der Wagnisbegriff begegnet entsprechend in so unterschiedlichen Forschungssektoren wie der Persönlichkeitspsychologie, der Entwicklungspsychologie, der Motivationspsychologie, der Verhaltenspsychologie oder der Experimentalpsychologie.

## Wagnis und Persönlichkeit
Die Persönlichkeitspsychologie untersucht das breite Spektrum menschlicher Erscheinungsweisen in gefährlichen Situationen und analysiert die dabei erkennbar werdenden Mentalitäten hinsichtlich ihrer Risikoeinstellung und ihres konkreten Wagnisverhaltens. Ausgehend von den ersten Forschungen der Psychoanalyse Anfang des 20. Jahrhunderts bildeten sich mit unterschiedlichen Schwerpunktsetzungen verschiedene Wagnis-Typologien heraus:
Sigmund Freud unterscheidet in seiner Psychologie des Unbewussten zwischen dem „Sexualtrieb“ oder „Eros“ und einem inneren Drang, den er „Todestrieb“ nennt. Während er ersteren Trieb dem Lebenserhalt zuordnet, scheint ihm der zweite darauf ausgerichtet, das organische Leben in den leblosen Zustand zurückzuführen (307). Diese von ihm auch als „Destruktionstrieb“ bezeichnete Veranlagung, die sich in einer übermächtigen Risikobereitschaft und ständig wiederholten Wagnishandlungen äußert, wird nach Freud besonders in schweren Neurosen, etwa der Zwangsneurose, sichtbar.
Der Tiefenpsychologe Michael Balint unterscheidet in seiner weit verbreiteten, in wesentlichen Teilen noch heute gültigen dualen Typologie zwischen dem zum Wagnis neigenden „Philobaten“ und dem das Wagnis meidenden „Oknophilen“: Während der Philobat mehr den über das Wagnis erreichbaren Gewinn im Blick hat und von einer hohen Erfolgszuversicht beflügelt wird, fürchtet der oknophil geprägte Mensch vorrangig die Gefahr des Misslingens und sieht sich entsprechend ständig in seiner Handlungsdynamik gehemmt. Beide Charakterzüge gelten Balint als Extremformen und werden von ihm als krankhaft und entsprechend behandlungsbedürftig eingestuft.
Im Gegensatz zu den von der freudgeprägten Psychoanalyse vertretenen pathologischen Interpretationen der Wagnisveranlagung kommt der US-amerikanische Glücksforscher Mihály Csíkszentmihályi  zu dem Ergebnis, dass bei der Bewältigung schwieriger und risikoreicher Extremsituationen besonders intensive Glücksgefühle erfahrbar werden, die er als Flow-Effekt bezeichnet. Die so erreichbare äußerst positive Lebensstimmung drängt nach Czikszentmihalyi natürlicherweise nach Wiederholung und Steigerung. Dies kann für den Akteur dauerhaft prägend sein.
Über diese Beobachtung hinaus findet sich bei Siegbert A. Warwitz eine Differenzierung der sich bewusst in Gefahrensituationen begebenden Menschen: Er unterscheidet den einen kurzzeitigen intensiven Kick anstrebenden „Risiker“ von dem auf eine dauerhafte Wertschöpfung ausgerichteten, nach ethischen Maßstäben handelnden „Wagenden“. Sie werden von ihm im internationalen Dialog auch als Thrill-Seeker bzw. Skill-Seeker bezeichnet. Daneben trifft Warwitz eine weitere, nach dem Grad der Wagnisbereitschaft gestufte Abgrenzung zwischen dem „übermütigen Hasardeur“, dem „kleinmütigen Wagnisverweigerer“ und dem eine mittlere Haltung einnehmenden „verantwortungsbewussten Wagemutigen“, auf dessen Persönlichkeitsbildung die Wagniserziehung ausgerichtet ist.

## Wagnis und Entwicklung
Die Entwicklungspsychologie befasst sich mit den Auswirkungen von Wagemut bzw. Wagnisscheu auf die Entwicklung und den Lebenslauf des Menschen und kommt zu dem Ergebnis, dass Wagnisbereitschaft eine unverzichtbare elementare Fähigkeit für die Fortentwicklung des Menschen und der Menschheit darstellt:
Wenn das Kleinkind aus Angst zu fallen das Aufrichten nicht ‚wagt‘, kann es nicht zum Zweibeiner werden, seine Hände nicht für hochwertige Tätigkeiten frei bekommen und wird den Blick im Nahbereich am Boden behalten. Es würde hinter der Entwicklung seiner mutigeren Artgenossen physisch, psychisch und intellektuell zurückbleiben wie z. B. die Untersuchungen von sogenannten ‚Wolfskindern‘ oder die Analysen krankheitsbedingter Beeinträchtigungen nahelegen. In Recherchen berühmter Karrieren und Biografien wurden die Werdegänge erfolgreicher Menschen analysiert. Dabei erkannte man die Bereitschaft und Fähigkeit zum angemessenen Wagnis als wesentlich für erfolgreiche Lebensläufe. Es ist der eigenständige aktive Beitrag, den der Einzelne zum Finden seiner optimalen Potenziale und seines Lebenssinns leisten kann und muss. Im umgekehrten Fall spielt eine unzureichende Wagniskompetenz bzw. die Scheu und Versagensangst bei Prüfungen, Bewerbungen, Wettbewerben eine entscheidende Rolle beim Scheitern von Lebensentwürfen und Existenzen.
Die Fähigkeit zum Wagnis gilt als anlagemäßig unterschiedlich disponiert. Sie ist jedoch in weiten Teilen erlernbar. Die Wagniserziehung bietet zu einer entwicklungsgerechten Ausbildung der Wagnisfähigkeit Hilfen an und fördert ein tragendes Wertbewusstsein.

## Wagnis und Motivation
Die Motivationspsychologie befasst sich mit den innermenschlichen Vorgängen und den Beweggründen, die den Einzelnen und Gruppen dazu veranlassen, sich freiwillig gefahrenträchtigen Situationen auszusetzen, wagnishaltige Berufe zu wählen, in Bedrängnis geratenen Schwächeren trotz eigener Gefährdung zu Hilfe zu kommen oder sich dem zu verweigern.  Sie gelangt zu dem Ergebnis, dass die große Masse der Menschen weniger reflektierend als triebgesteuert Wagnisse eingeht.
Dies gestaltet fundierte Erkenntnisse über den Weg reiner Befragungen schwierig. Außerdem hat die Triebabhängigkeit die häufige Folge, dass vielen gefährlichen Handlungen eine Wertebasis fehlt und sie in bloßes Risikohandeln abgleiten lässt. Die an sich wertfreie Tendenz zum Wagnis kann destruktive Formen annehmen, sich im wertneutralen Bereich der Kicksuche ausleben, sich aber unter humanitären Beweggründen auch in gemeinschaftsdienlichen gesellschaftlichen Bereichen als höchst nützlich, wertvoll und erwünscht erweisen (gefahrenträchtige Helferdienste). Aus diesem Grunde mahnt die Motivationspsychologie politische und pädagogische wertausgerichtete Einflussnahmen an.
Als wesentliche Triebimpulse werden auf der anthropologischen Seite der bei den meisten Menschen vorhandene, bei dynamischen Menschen besonders stark ausgeprägte Drang nach Spannung und Abenteuern und die Sehnsucht nach intensiverem Leben und persönlicher Herausforderung genannt. Dem müssen auf der sachlichen Seite attraktive Angebote aus der Umwelt entgegenkommen und zugänglich sein. Der Anschub zum Wagnis kann dann entweder von einer menschlichen Bedürfnisspannung ausgehen, die sich entsprechende Herausforderungen sucht. Es kann aber auch von der Sachseite her ein Impuls erfolgen, der dann zum Auslöser eines latent vorhandenen Bedürfnisses wird (die Gleitschirmszene in der Nachbarschaft oder die Verbundenheit mit einer religiösen Gemeinschaft).

## Wagnis und Sicherheit
Die Verhaltenspsychologie beobachtet die Auswirkungen von Wagnisneigung und Wagnisverweigerung im individuellen und sozialen Kontext. Hierzu werden Biografien studiert, Wirkungen von Persönlichkeiten auf ihre Umwelt dokumentiert und gruppendynamische Prozesse analysiert.
Im Individualbereich kommt die Verhaltenspsychologie etwa zu dem erstaunlichen Ergebnis, dass der Wagnisbereite gegenüber dem Wagnisenthaltsamen erheblich höhere Sicherheitsstandards erreicht. Dies wird mit dem verbesserten Kompetenzniveau im Gefahrenumgang erklärt. Es gilt für den sich Klettergefahren aussetzenden Bergsteiger ebenso wie für den sich öffentlich präsentierenden Redner, Politiker oder Journalisten, für Stuntleute im Filmgeschäft, Luftakrobaten in der Zirkuskuppel oder für Tierfilmer bei der Begegnung mit wilden Tieren.
Im Sozialbereich erwarten den Wagnisbereiten bessere Karriereaussichten. Spitzenpositionen in Wirtschaft, Politik, Wissenschaft, Militär oder Kultur werden im Regelfall nicht von Wagnisverweigerern, sondern von den wagemutigeren Persönlichkeiten besetzt, die bereit sind, sich auch der Möglichkeit des Scheiterns, des Versagens, der Blamage auszusetzen. Schon in Schulen lässt sich die Beobachtung machen, dass meist diejenigen zu Klassensprechern oder Elternsprechern gewählt werden, die sich trauen, engagiert das Wort zu ergreifen.

## Wagnis und Erklärungsmodelle
Die Experimentalpsychologie geht auf empirischem Wege der Frage nach, ob sich statistisch relevante, die verschiedenartigen Wagnisfelder und Wagnisebenen übergreifende Strukturen und Zugänge zum Wagnisverhalten feststellen lassen und ob ein Lerntransfer zwischen diesen erkennbar bzw. erreichbar ist. Die Wagnisforschung sucht dabei die Wagnismentalität und das Wagnisverhalten von so unterschiedlichen menschlichen Wagnisarten wie denen des Börsenspekulanten, des Extremsportlers, des Expeditionsabenteurers, des in Grenzbereichen forschenden Wissenschaftlers, des Stuntman, des Zirkusakrobaten, des in Kampfgeschehen gehenden Soldaten, des Verbrechen bekämpfenden Polizisten, des sich in gefährlichem Milieu bewegenden Sozialarbeiters, des Unternehmers, des Revolutionärs, des zivilcouragierten Bürgers, der auf Kinder verzichtenden Nonne, des sich zur Ehelosigkeit verpflichtenden Priesters oder des Mutproben suchenden Kindes und Jugendlichen zu erfassen. Sie kommt dabei auf neun Erklärungsmodelle von überfachlicher allgemeiner Bedeutung:
- Die Neurosetheorie (Sigmund Freud,[24] Michael Balint[5] u. a.)

kann dabei als Ergebnis erster systematischer Versuche gesehen werden, einen Sektor des Problemfeldes empirisch-wissenschaftlich zu erschließen:
Die tiefenpsychologische Deutung legt dem Wagnisverhalten ein zuvor erfolgtes (meist frühkindliches) Trauma zugrunde, dem ein psychisches Ungleichgewicht folgt, das zu posttraumatischen Zuständen (Balint) und im Weiteren zu krankhaften Befindlichkeiten führt, die von den Psychoanalytikern als Wagnisneurosen diagnostiziert werden.
- Die Ordaltheorie (David Le Breton[25] u. a.)

geht noch einen Schritt weiter. Sie sieht den das extreme Risiko aufsuchenden Menschen in Anlehnung an mittelalterliche Gottesurteile in der psychischen Zwangslage, sich unter höchstem Gefahreneinsatz immer wieder einem selbstgewählten Schicksalsurteil aussetzen zu müssen, das über seine menschliche Wertigkeit und sein Überlebensrecht entscheiden soll.
Eine solche Mentalität findet sich häufig in suizidalen jugendlichen Mutproben ausgeprägt, aber auch in literarischen Selbstzeugnissen wie denen von Heinrich v. Kleist oder von Graham Greene belegt.
- Die Angst-Lust-Theorie (Balint,[5] Piet,[27] Zuckerman[16] u. a.)

basiert auf der Beobachtung, dass mancher ‚Risiker’ gezielt Angstsituationen aufsucht oder schafft, um aus ihrer glücklichen Überwindung Lustgefühle zu gewinnen. Es geht um die Umwandlung von negativen in positive Empfindungen, wobei die vorausgehende Angst als Stimulanz für nachfolgende Lust benötigt wird. Dies ist auch bei Computerspielen erfahrbar und weit verbreitet.
- Die Kontraphobie-Theorie (Ulrich Aufmuth,[29] Warwitz[7] u. a.)

erkennt in dem Typus des Kontraphobikers einen Wagenden wider Willen (Warwitz), der sich, um in seiner Umgebung nicht als Feigling zu gelten, aus Minderwertigkeitskomplexen oder unter dem psychischen Druck einer Gemeinschaft zu eigentlich nicht gewollten Mutproben hinreißen lässt. Der Kinderbuchautor Erich Kästner hat in seinem Bestseller Das fliegende Klassenzimmer mit der Figur des krankhaft ängstlichen Schülers Uli, der mit einer überdimensionierten Mutdemonstration vor seiner Schulgemeinde über sich hinauswächst, den Typus des Kontraphobikers literarisch anschaulich dargestellt.
- Die Angst-Bewältigungs-Theorie (Zuckerman,[16] Semler,[31] Aufmuth[29] u. a.)

begreift die Entscheidung zum Wagnis als eine methodische Maßnahme, „den Stier bei den Hörnern zu fassen“:
Der unter dieser Motivation Wagende setzt sich gefährlichen Situationen aus, um Herr seiner Ängste zu werden. Indem er auf diesem Wege schrittweise lernt und übt, dosierten Gefahren erfolgreich zu begegnen, beweist er sich seine Fähigkeit, Ängste zu beherrschen und kann ein entsprechendes Selbstbewusstsein aufbauen.
- Die Flow-Theorie (Csikszentmihalyi[6])

vertritt die Deutung, dass der Wagende ein Glücksuchender ist. Er sucht die gefährliche Herausforderung, um in ihr Flow-Erleben zu finden, die beglückende Erfahrung vollkommener Harmonie von schwieriger Aufgabe und eigenem Können. Das Glückserleben gestaltet sich dabei grundsätzlich umso intensiver, je höher das Niveau von Anforderung und Kompetenz angesiedelt ist. Es hängt aber auch wesentlich von den subjektiven Erwartungen und Möglichkeiten der einzelnen Persönlichkeit ab. Wesentlich ist, dass Aufgabe und Leistungsfähigkeit in Einklang gelangen.
- Die Theorie des schützenden Rahmens (Michael J. Apter[32])

beschreibt den Wagnisbereiten als Menschen, der sich, von Neugier motiviert und von Besonnenheit begleitet, an seine persönlichen Grenzen herantastet. Dabei baut er behutsam sichernde Maßnahmen ein, die das Risiko des Scheiterns minimieren und einen Erfolg seines Wagens wahrscheinlich machen.
- Die Theorie des Sicherheitstriebs (v. Cube,[18] Warwitz[7])

fügt den Wagniserklärungen einen auf den ersten Blick kontraproduktiv erscheinenden Aspekt hinzu. Der Verhaltensforscher V. Cube hat schlüssig dargelegt, dass der kontrollierte Wagnisumgang nicht zu weniger, sondern zu mehr Sicherheit führt und daher jedem Menschen abgefordert wird, der nicht in Verzicht auf Leben in Schonräumen leben will. Der Mensch ist darauf angewiesen, seine Sicherheitsstandards durch das Eingehen von Wagnissen in verschiedenen Bereichen in ständigen und sogar stetig gesteigerten Wagnishandlungen zu verbessern. Je weniger Unbekanntes, Ungewusstes, Unbeherrschtes die Umwelt für ihn enthält, desto sicherer ist sie für ihn. Der Weg zu mehr Sicherheit kann demnach schon für Kinder nicht sein, den Umgang mit „Messer, Gabel, Schere, Licht“ zu vermeiden und zu verbieten, sondern in wagender Konfrontation zu erkunden und zu lernen. Schrittweise wird so Unbekanntes in Bekanntes, Unbeherrschtes in Beherrschtes verwandelt und damit mehr Sicherheit erreicht.
Warwitz konnte mit umfangreichen Untersuchungen zur Verkehrssicherheit von Kindern statistisch nachweisen, dass nicht das behütete, in Bussen und elterlichen Fahrzeugen dem aktiven Verkehren entzogene, sondern genau umgekehrt das gewagte, den Verkehrsgefahren ausgesetzte und damit im Verkehrsumgang geübte und erfahrene Kind den höheren Sicherheitsgrad erreicht.
- Die Theorie vom Leben in wachsenden Ringen (Warwitz[7])

versteht das Wagen unter ethischen und pädagogischen Gesichtspunkten als Möglichkeit, vermeintliche Grenzen der persönlichen Entwicklung aufzubrechen, nur unter Gefahren erreichbare materielle und ideelle Werte zu verwirklichen, risikoreiche gesellschaftsdienliche soziale Leistungen zu erbringen, die eigene Persönlichkeit aktiv zu vervollkommnen und so seine Lebensqualität zu steigern und Sinn zu erfahren.
Dieses Erklärungsmodell nimmt auch die hochwertigen Wagnismotivationen in sozialen Helferbereichen (Bergwacht, Seenotrettungsdienste) und ethisch anspruchsvolle, durch große Opferbereitschaft gekennzeichnete Berufsentscheidungen (Arzt in Seuchengebieten, Sanitäter in Kriegsgeschehen) in den Blick. Es erfasst die mutige Tat des Mannes, der für seine Zivilcourage im September 2009, sich  in der U-Bahn schützend vor bedrohte Kinder zu stellen, in Solln von zwei Schlägern zu Tode geprügelt wurde. Es wird auch der extrem wagnishaltigen Lebensleistung des Arnsteiner Ordensmanns Pater Damian de Veuster gerecht, der aus religiöser Überzeugung sechzehn Jahre lang auf der Insel Molokai (Hawaii) Leprakranke betreute und seinen Wagemut mit eigener Ansteckung und frühzeitigem Tod am 15. April 1889 bezahlte. Er wurde dafür am 11. Oktober 2009 von Papst Benedikt XVI. in Rom heiliggesprochen.
Die Theorie vom Leben in wachsenden Ringen erhielt ihre Bezeichnung nach einem Bild aus Rilkes Stundenbuch (1899. Erstes Buch). Dieses Sinnbild verdeutlicht das stetige wagemutige Streben des dynamischen Menschen nach ethischer Wertschöpfung und daran wachsender Selbstvervollkommnung, die bis an die persönlichen Leistungsgrenzen vorangetrieben wird. Der schwedische Autor Sven Nordqvist hat in seinem Kinderbuch-Klassiker „Wie Findus zu Pettersson kam“ diesen Gedanken einer allmählichen Wandlung der Persönlichkeit in Form von wachsenden Ringen in der Begegnung des alten, melancholischen Eremiten Pettersson mit dem anthropomorphisierten Kater Findus dargestellt. Beide müssen sich für diesen Entwicklungsprozess aus ihrer jeweiligen Komfortzone herauswagen.